# Villiers-Saint-Benoît
Villiers-Saint-Benoît è un comune francese di 550 abitanti situato nel dipartimento della Yonne nella regione della Borgogna-Franca Contea.

## Società

### Evoluzione demografica
Abitanti censiti